# Joel Medina
Joel Manuel Medina R. (ur. 11 stycznia 1971) – wenezuelski zapaśnik w stylu klasycznym. Zajął 27 miejsce na mistrzostwach świata w 1995. Brązowy medalista mistrzostw panamerykańskich w 1995. Drugi na igrzyskach igrzysk Ameryki Środkowej i Karaibów w 1990. Triumfator igrzysk Ameryki Południowej w 1994, a także igrzysk boliwaryjskich w 1989 roku. Drugi na mistrzostwach Ameryki Centralnej w 1990 roku.